# Hetedik (film)
A Hetedik (eredeti cím: Seven, alternatív cím: Se7en) 1995-ben bemutatott amerikai bűnügyi thriller David Fincher második rendezése. Főszereplők Brad Pitt, Morgan Freeman és Gwyneth Paltrow.

## Cselekmény
William Somerset nyomozónak (Morgan Freeman) csupán egy hete van a nyugdíjig, mikor új társat kap David Mills (Brad Pitt) nyomozó személyében, aki a feleségével, Tracy-vel (Gwyneth Paltrow) költözött egy nagyvárosba, melynek nevére nem derül fény a történet során. A nyomozók megpróbálják megakadályozni egy kegyetlen sorozatgyilkos, John Doe (Kevin Spacey) ámokfutását, aki a hét főbűn alapján szedi áldozatait.

## Szereplők
| Szerep                        | Színész           | Magyar hang     |
| ----------------------------- | ----------------- | --------------- |
| William Somerset nyomozó      | Morgan Freeman    | Helyey László   |
| David Mills nyomozó           | Brad Pitt         | Selmeczi Roland |
| Tracy Mills                   | Gwyneth Paltrow   | Udvarias Anna   |
| John Doe                      | Kevin Spacey      | Blaskó Péter    |
| rendőrfőnök                   | R. Lee Ermey      | Gruber Hugó     |
| Martin Talbot kerületi ügyész | Richard Roundtree | Varga Tamás     |

## Bevételi adatok
A film nyitóhétvégéjén (1995. szeptember 22–24.) 13 949 807 dollár bevételt hozott 2441 filmszínházban. Az Egyesült Államokban 1996. február 19-ig vetítették széles körben az amerikai mozik, és sikerült a filmnek átlépnie a 100 millió dolláros bevételi  álomhatárt (100 125 643 dollár). A világ többi részén még 227 186 216 dollárt termelt a film, így az összbevétele 327 311 859 dollár (ebből megközelítőleg 490 439 dollár a magyarországi bevétel). A Hetedik 30 millió dolláros becsült költségvetéséhez mérten az 1995-ös esztendő egyik sikerfilmje lett.

## Kritikai fogadtatás
Amerikában a jelentősebb kritikákat összegyűjtő Rotten Tomatoes weboldalon 72 kritikusból 58 pozitívan, 14 negatívan értékelte a filmet (81%-on áll). A Internet Movie Database-ben a regisztrált szavazatok alapján 8,6-on áll a film több mint másfélmillió szavazat alapján, így bekerült az imdb Top 250-es listájára (20.).